# Cnidoscolus maculatus
Cnidoscolus maculatus är en törelväxtart som först beskrevs av Townshend Stith Brandegee, och fick sitt nu gällande namn av Ferdinand Albin Pax och Käthe Hoffmann. Cnidoscolus maculatus ingår i släktet Cnidoscolus och familjen törelväxter. Inga underarter finns listade i Catalogue of Life.